# Карл Шаттауер
Карл Фріц Шаттауер (нім. Karl Fritz Schattauer; 7 серпня 1892, Тільзіт — 12 квітня 1967, Штутгарт) — німецький льотчик-ас, лейтенант Імперської армії.

## Біографія
Коли почалася Перша світова війна, Шаттауер пішов на фронт у складі єгерського батальйону. 26 червня 1915 року отримав переведення в авіацію і, після того, як став пілотом, у березні 1916 року був призначений у 34-ту ескадрилью 6-ї бомбардувальної ескадри, де 21 липня отримав звання фельдфебеля. 27 грудня 1916 року зарахований в баварську 23-тю винищувальну ескадрилью, здобув у її складі одну перемогу. 22 вересня 1917 року переведений в баварську 16-ту винищувальну ескадрилью.
Шаттауер довів свій рахунок перемог до дев'яти, перш ніж 27 травня 1918 року був важко поранений у бою, що проходив на південний захід від Іпра. 30 липня 1918 року вироблений в офіцери, проте на передову вже не повернувся.

## Нагороди
- Залізний хрест 2-го і 1-го класу
- Почесний хрест ветерана війни з мечами